# Joaquim Sampaio (Radsportler)
Joaquim Alberto Campos Sampaio (* 17. Februar 1970 in Guimarães) ist ein ehemaliger portugiesischer Radrennfahrer.
Joaquim Sampaio begann seine Karriere 1991 bei dem portugiesischen Radsportteam Tensai-Mundial Confiança. Mit dem dritten Rang bei der Troféu Joaquim Agostinho erlangte er 1995 seine erste gute Platzierung. Im Jahr 2001 gewann er eine Etappe beim Grand Prix Abimota und konnte so auch die Gesamtwertung für sich entscheiden. Von 2002 bis 2010 fuhr Sampaio für das Radsportteam von  Boavista Ciclismo Clube. 2004 gewann er ein Teilstück bei der Volta ao Alentejo und wurde Gesamtdritter. 2005 wurde er portugiesischer Vizemeister im Straßenrennen, und 2007 gewann er eine Etappe der Vuelta a Extremadura.
Im Laufe seiner fast 20-jährigen Radsport-Laufbahn fuhr Sampaio ausschließlich für portugiesische Teams bei Radrennen in seinem Heimatland. 2010 beendete er seine Laufbahn.

## Erfolge (Auswahl)
1993
- Grande Prémio Internacional de Torres Vedras - Troféu Joaquim Agostinho

1996
- Grande Prémio Internacional de Torres Vedras - Troféu Joaquim Agostinho

2004
- eine Etappe Volta ao Alentejo

2007
- eine Etappe Vuelta a Extremadura

## Teams
- 1991 Tensai-Mundial Confiança
- 1992 Tensai-Mundial Confiança
- 1993 Sicasal-Acral
- 1994 Sicasal-Acral
- 1995 Hipermercados Jumbo-Maia
- 1996–1997 Maia-Jumbo-Cin
- 1997 Maia-Jumbo-Cin
- 1999 Porta da Ravessa-Milaneza
- 2000 Porta da Ravessa
- 2001 Porta da Ravessa
- 2002 Carvalhelhos-Boavista
- 2003 Carvalhelhos-Boavista
- 2004 Carvalhelhos-Boavista
- 2005 Carvalhelhos-Boavista
- 2006 Carvalhelhos-Boavista
- 2007 Riberalves-Boavista
- 2008 Madeinox-Boavista
- 2009 Madeinox-Boavista
- 2010 Madeinox-Boavista